# Yagyū Jūbei Mitsuyoshi
Yagyū Jūbei Taira no Mitsuyoshi (柳生 十兵衞 平 三厳, 1607 ?-21 avril 1650), ou Sōgo de son kaimyō (en) (nom posthume bouddhiste)[réf. nécessaire], est l'un des plus célèbres samouraïs du Japon féodal. En raison du mystère qui l'entoure et de son talent, il a fait l'objet de nombreuses histoires.

## Biographie
On connaît très peu de choses concrètes sur la vie de Yagyū Mitsuyoshi, entre autres parce qu'il est très peu mentionné dans les rapports officiels de l'époque. Yagyū Jūbei Mitsuyoshi, de son nom complet, son prénom d'enfant (Yômei) fut Shichirō. Il grandit sur les terres de ses ancêtres à Yagyū no Sato situées dans la préfecture de Nara (ces terres seraient à l'endroit même où se trouve Nara, la capitale de la préfecture). C'était le fils de Yagyū Tajima no Kami Munenori, maître d'armes pour le compte du shogunat Tokugawa et conseiller estimé des shoguns Tokugawa Ieyasu et Iemitsu. Munenori faisait partie de ceux qui se sont battus pour l'expansion territoriale du shogunat aux côtés du premier shogun, Ieyasu, à la bataille de Sekigahara.
En récompense de ses efforts, Munenori fut nommé maître épéiste du shogun et acquit le titre de daimyo mineur, un titre qu'il parvint à conserver durant les règnes de presque trois shoguns : Ieyasu, Hidetada et enfin Iemitsu. Et ce, bien qu'on le considérât inférieur en aptitudes à son rival, Mikogami Tenzen. Nonobstant, Munenori avait reçu la recommandation de son père, Yagyū Munetoshi, qui avait démontré ses techniques de mutō dori en présence de et sur Tokugawa Ieyasu en personne.
En 1616, Mitsuyoshi participe à la cour du second shogun issu du clan Tokugawa, Tokugawa Hidetada. Pour le troisième shogun, Iemitsu, il jouera le rôle de maître d'armes, mais aussi occasionnellement celui de père adoptif. Toutefois aucune trace écrite de la présence de son fils aîné et héritier présomptif, Yagyū Jūbei, n'apparaît avant 1631 lorsque ce dernier, enfin reconnu comme le meilleur épéiste du clan Yagyū, est sommairement et sans explication mis au ban du shogunat, peut-être à cause de son audace et de son attitude rebelle, ou bien de sa décision de suivre le musha shugyō (武者修行) (une sorte de pèlerinage pour les guerriers). Pendant les douze années qui suivront, aucune information le concernant ne sera retenue, pas même dans les chroniques secrètes du clan Yagyū, pourtant riches en détails sur les activités de nombreux autres membres du clan, même pendant cette période. Âgé de 36 ans, toutefois, Yagyū Jūbei Mitsuyoshi réapparaît lors d'une démonstration d'escrime sous les yeux du shogun. Après sa démonstration, Jūbei reprit ses fonctions et servit un temps d'inspecteur gouvernemental (gosho inban (御所印判)). Les terres de son père Munenori lui furent transmises et il les géra jusqu'à la mort de ce dernier en 1646. Jūbei publia aussi un traité, Tsukimi no sho (月見の諸) (littéralement Le Livre de la contemplation du clair de lune), dans lequel il définit son style d'escrime et les enseignements qu'il a tirés de sa relation avec le moine Takuan Sōhō, un ami de son père. Il indique d'ailleurs à quelques reprises dans cette œuvre où il a voyagé hors du château d'Edo de 1631 à 1643 afin de perfectionner son art.
À cause de la disparition quasi totale de Yagyū Jūbei et de l'absence de toute indication sur ce qu'il faisait et où, sa vie est ouverte à toutes les spéculations et a fait l'objet de nombreuses histoires populaires. Après avoir vécu à Edo plusieurs années après la mort de son père, Jūbei a quitté son poste au gouvernement pour rentrer dans son village natal où il serait mort au début de 1650 dans des circonstances inconnues. Certains disent qu'il serait mort d'une crise cardiaque, d'autres pendant une partie de chasse au faucon ou une partie de pêche, tandis que d'autres encore affirment qu'il a été assassiné par des serviteurs de son demi-frère, Yagyū Tomonori.
Jūbei fut enterré dans un petit village du nom d'Ōkawahara, non loin de son lieu de naissance. C'est également en ce lieu que reposait son demi-frère, Yagyū Tomonori. Suivant la tradition, Yagyū Jūbei fut enterré avec son grand-père Yagyū Munetoshi (en), laissant derrière lui deux filles et un successeur, son frère Munefuyu (toutefois, celui-ci fut vaincu d'un seul coup, lors d'une démonstration officielle, par le chef de file de la lignée Owari-Yagyū, Renya-sai Toshikane, 5e chef de la lignée orthodoxe du style Yagyu Shinkage-ryu).
Jūbei reçut le titre post-mortem de Sohgo[Quoi ?].

## La légende du cache-œil
La légende veut que Yagyū Jūbei n'avait qu'un œil. La plupart des récits affirment qu'il l'aurait perdu lors d'un entraînement où son père (Yagyū Munemori) l'aurait frappé par accident. Toutefois, les portraits de Jūbei tel qu'il était à l'époque semblent indiquer qu'il avait bien l'usage de ses deux yeux. La vérité à ce sujet est méconnue et de nombreux auteurs d'œuvres récentes ont préféré dépeindre Jūbei avec ses deux yeux valides en dépit de la représentation traditionnelle qui est faite de lui borgne. D'autres récits ont opté pour faire perdre à Jūbei un de ses yeux une fois adulte pour faire référence à cette légende du cache-œil.
Dans la culture populaire, le cache-œil de Jūbei est simplement la garde d'une épée tenue par un simple morceau de cuir. Une version plus romancée de cet objet est toutefois repérable dans un passage du manga Samurai Legend où l'épéiste a le manche d'une épée planté dans l'œil droit (comme le veut une version populaire de cette légende) pendant qu'un personnage de stature analogue le suit. Lors de ce passage, un groupe de samouraïs reconnaît le borgne comme étant Yagyū (Jūbei) Mitsuyoshi même si son identité n'est pas donnée comme telle. Ce borgne est alors désarmé en cinq pages jusqu'à ce que le second personnage, qui n'est pas borgne, se présente comme étant Jūbei. L'histoire semble ainsi présumer que Yagyū Jūbei est surtout reconnaissable grâce à ce cache-œil, et le vrai Jūbei de tirer profit de ce préjugé en portant un faux cache-œil (alors qu'il a l'usage de ses deux yeux). L'histoire et l'auteur ne donneront ensuite aucune explication sur les raisons du cache-œil ou la réputation du personnage. Vers la moitié du manga, le vrai Jūbei perdra son œil droit dans un combat et portera un cache-œil pour les derniers chapitres. Une autre exception notable se trouve dans le manga Jubei-chan, le Secret du Lovely Bandeau où le cache-œil du personnage est un cœur rose au lieu de la classique et simple garde d'épée noire.
Sous l'influence des médias, Jubei a perdu son œil d'un nombre considérable de manières. Dans Samurai Resurrection, il perd son œil pendant un entraînement avec son père, Tajima. Dans Le Samouraï et le Shogun, il le perd quand Ogasawara Gensinsai transperce une porte avec son katana, blessant Jūbei en cours de route. Toutefois, dans The Yagyū Conspiracy, le film qui se base dessus, Jūbei reçoit un carreau tiré par le noble Ayamaro Karasumasu dans l'œil pendant que le coup d'épée de Ogasawara Gensinsai tranche finalement le bras de Jūbei.
Ainsi, dans nombre d'œuvres de fiction, Jûbei perd son œil lors d'un combat contre un rival ou un ennemi juré. Dans le manga Yagyû hijôken samon, c'est son jeune frère, Yagyû Samon, qui le blesse à l'œil, et dans le manga Shura no toki, c'est un des trois Mutsu, les personnages principaux de l'œuvre, qui l'éborgne lors de leur duel épique.
D'après l'anime L'Ère des Shura, tiré du manga éponyme, Jûbei aurait caché son œil exprès pour intensifier son entraînement en vue d'affronter Miyamoto Musashi ; et c'est lors d'un tournoi qu'il perd son œil face à un descendant des Shura, Mutsu Takato. Quant à sa mort, elle eut lieu quatorze ans après cet accident sous les mains du même combattant.

## Jūbei le ninja
Bien que samouraï dans ses fonctions, Yagyū Jūbei est régulièrement dépeint dans la culture populaire comme un ninja. Pendant les douze années qui manquent aux registres officiels, il aurait pu mener à bien diverses missions pour le shogun. De plus, sa famille provenait de la vieille province d'Iga (de nos jours à l'ouest de la préfecture de Mie), une province très connue pour ses ninjas. Le père de Jūbei était d'ailleurs connu pour avoir de nombreux contacts dans les services de renseignements. À noter néanmoins que Ninja Scroll, Ninja Resurrection (en) et Jubei-chan, le Secret du Lovely Bandeau ne le présentent pas comme un ninja. Le ninja dans Ninja Scroll décrit un personnage totalement différent tandis que les deux autres séries ont été renommées pour les sorties américaines et européennes (leur titre d'origine ne contenaient pas ce mot du tout). C'est plutôt dans Les Manuscrits Ninja (Y十M　柳生忍法帖, Yagyū Ninpōchō) qu'on peut voir Jūbei utiliser du ninjutsu (remarque : Y十M signifie Yagyū Jūbei Mitsuyoshi − en japonais, dix se dit “jū” et s'écrit 十 − ).

## Lecture correcte du Nanori
Le second kanji de « 三厳 » est particulièrement obscur et possède plusieurs prononciations. Il semble que pendant l'époque Edo puis post-Meiji, la société décida spontanément de le lire yoshi alors que la famille Yagyū préserva quant à elle celui de toshi, utilisé comme on le sait pour d'autres membres du clan Yagyū, tels que Yagyū Toshitoshi ou Yagyū Munetoshi. La prononciation correcte de son nom serait donc Mitsutoshi.

## Inspirations
Il a inspiré de nombreux romans, mangas et animés, jeux vidéo et films.

### Littérature
- Fūtarō Yamada, Les Manuscrits Ninja (Yagyū ninpō chō) (柳生忍法帖?, littéralement « Les Manuscrits Ninja de Yagyū », 1964),
- Fūtarō Yamada, Makai tenshō (魔界転生?, lit. « Réincarnation de l'enfer », 1967),
- Fūtarō Yamada, Yagyū Jūbei shisu (柳生十兵衛死す?, lit. « Yagyū Jūbei meurt », 1992).

### Mangas et animes
- Détective Conan de Gosho Aoyama
- Makai tensei de Ken Ishikawa
- Ninja Scroll (inspiration personnage)
- Jubei-chan
- Kaze no shō, Le Livre du vent de Jirō Taniguchi et Kan Furuyama
- L'Ère des Shura (Shura no Toki)
- Ninja Resurrection (en)
- Gintama (Kyubei Yagyu)
- Hyakka Ryōran (Hyakka Ryouran Samurai Girls)
- Love Hina (épisode 6)
- One Piece (après les deux années d'entrainement avec Mihawk, on découvre que Zorro Roronoa a une grosse cicatrice sur son œil droit, et qu'il reste fermé)
- Kozure Ōkami (Lone wolf and cub) de Koike et Kojima (pour le personnage de Yagyû Retsudô, un descendant historique de Yagyū Munenori).

### Jeux vidéo
- Tenchu 2: Birth of the Stealth Assassins (Jubei Tachibana)
- Samurai Shodown
- Onimusha 2: Samurai's Destiny

### Cinéma et télé
- Le Samouraï et le Shogun (1978)
- Yagyu conspiracy (série TV)
- Samurai Reincarnation (1981)
- Samurai Resurrection (2003)